# Юнусов, Али Юнусович
Али Юнусович Юну́сов (14 октября 1936, Карлабко, Левашинский район, Дагестанская АССР, СССР — 1 октября 1987, Турксад, Левокумский район, Ставропольский край, СССР) — советский работник сельского хозяйства. Герой Социалистического Труда (1985).

## Биография
Родился 14 октября 1936 года в селе Карлабко Левашинского района Дагестанской АССР.
После окончания Карлабкинской средней школы поехал учиться в город Буйнакск, где получил профессию механизатора в школе механизации. Затем служил в Советской армии на территории Венгрии, где стал участником Венгерских событий.
В 1962 году вместе с семьёй переехал в Ставропольский край. Устроился на должность старшего чабана в совхоз «Турксад» в селе Турксад Левокумского района, где проработал четверть века.

### Семья
С женой Гаджипатимат Магомедовой вырастил и воспитал восемь сыновей. Сын Иса ныне возглавляет Левокумский лесхоз.

## Награды
- Герой Социалистического Труда (1985) — за выдающиеся успехи в увеличении производства продуктов животноводства, досрочное выполнение заданий 11-й пятилетки и проявленный трудовой героизм[1];
- Два ордена Ленина[1];
- Орден Трудового Красного Знамени (1973);[1];
- Медаль «За трудовое отличие»[1]
- 8 знаков «Победитель социалистического соревнования»[1];
- золотая, серебряная и бронзовая медали ВДНХ «За успехи в развитии народного хозяйства СССР»[1].